# Oscar Brazzi
Oscar Brazzi (Bologna, 1º ottobre 1918 – Roma, 24 febbraio 1998) è stato un produttore cinematografico, regista e sceneggiatore italiano.

## Biografia

### Vita privata
Era fratello dell'attore Rossano Brazzi, nonché cognato della cantante Tina Allori.

## Filmografia

### Produttore
- La donna che inventò l'amore, regia di Ferruccio Cerio (1952)
- Arrangiatevi, regia di Mauro Bolognini (1959)
- Viva l'Italia, regia di Roberto Rossellini (1961)
- La Cina è vicina, regia di Marco Bellocchio (1967)
- Una rosa per tutti, regia di Franco Rossi (1967)
- Sette uomini e un cervello, regia di Rossano Brazzi (1968)
- Salvare la faccia, regia di Rossano Brazzi (1969)
- Racconti proibiti... di niente vestiti, regia di Brunello Rondi (1972)
- Il castello della paura, regia di Dick Randall (1973)
- Anche i ladri hanno un santo, regia di Giampiero Tartagni (1981)
- La vocazione di Suor Teresa, regia di Brunello Rondi (1982)

### Regista
- Il diario segreto di una minorenne (è nata una donna) (1968)
- Vita segreta di una diciottenne (1969)
- Intimità proibite di una giovane sposa (1970)
- Il sesso del diavolo - Trittico (1971)
- Il gatto di Brooklyn aspirante detective (1973)
- Gli angeli dalle mani bendate (1975)
- Giro girotondo... con il sesso è bello il mondo (1975)
- Atti impuri all'italiana (1976)
- Il vangelo secondo San Frediano (1978)
- Champagne... e fagioli (1980)

### Attore
- Vaghe stelle dell'Orsa... (1965) (non accreditato)
- L'alibi (1969)
- Coralba miniserie TV (1970)